# Southern Conference

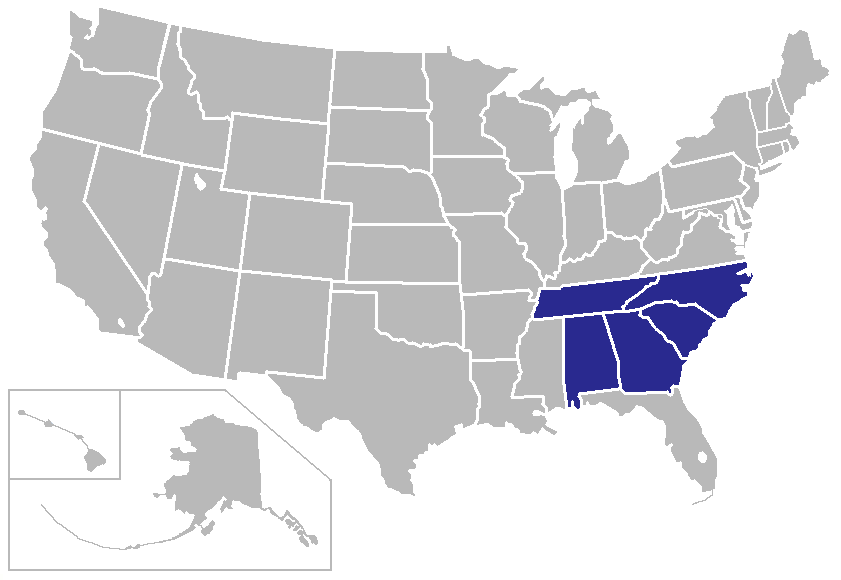
Ausdehnung der Southern Conference in den Vereinigten Staaten

Die Southern Conference (SoCon) ist eine im Jahre 1921 gegründete Liga der US-amerikanischen Hochschulsport der National Collegiate Athletic Association (NCAA) und Teil der Division I der NCAA. Die Southern Conference ist im Südosten der Vereinigten Staaten beheimatet, die beteiligten Hochschulen der SoCon liegen in den Bundesstaaten Alabama, Georgia, North Carolina, South Carolina und Tennessee. Sitz der SoCon ist die Stadt Spartanburg in South Carolina. Wettkämpfe finden in 19 verschiedenen Sportarten statt, Männer treten in 10, Frauen in neun davon an. Die College Football Teams (American Football) der Southern Conference spielen in der Division I Football Championship Subdivision, der ehemaligen I-AA. Sie gehört zu den ältesten der großen Universitätssportligen der Vereinigten Staaten, lediglich die Big Ten (1896), Missouri Valley (1907) und die Southwestern Athletic (1920) Conferences können auf eine längere Geschichte zurückblicken.
Die Southern Conference gilt als eine der stärkeren Ligen des College Football innerhalb der Division und gehört zum Mittelfeld innerhalb der verschiedenen Basketballligen. Die SoCon erregte bundesweite Aufmerksamkeit nach den sportlichen Erfolgen der letzten Jahre, darunter der dreimalige Footballmeister der NCAA Division-I, die Appalachian State Mountaineers und die Davidson Wildcats, die in die Elite Eight der Meisterschaft im Basketball der Männer innerhalb der Division I einzogen.

## Geschichte
Die SoCon wurde am 25. Februar 1921 in Atlanta (Georgia) gegründet, als sich 14 Mitglieder der Southern Intercollegiate Athletic Association abspalteten. Die Gründungsmitglieder waren die University of Alabama, Auburn University, Clemson University, University of Georgia, Georgia Institute of Technology, University of Kentucky, University of Maryland, College Park, Mississippi A&M (die heutige Mississippi State University), University of North Carolina at Chapel Hill, North Carolina State University, University of Tennessee, University of Virginia, Virginia Polytechnic Institute and State University und Washington and Lee University. 1922 schlossen sich sechs weitere Hochschulen an, die University of Florida, Louisiana State University, University of Mississippi, University of South Carolina, Tulane University und die Vanderbilt University. In den folgenden Jahren schlossen sich die University of the South (1923), das Virginia Military Institute (1925), die Duke University (1929) und die Wake Forest University (1936) an.
Die Southern Conference hat zwei weitere große Ligen hervorgebracht. Im Jahre 1933 spalteten sich 13 Hochschulen südlich und westlich der Appalachen ab (Alabama, Auburn, Florida, Georgia, Georgia Tech, Kentucky, LSU, Mississippi, Mississippi State, Sewanee, Tennessee, Tulane und Vanderbilt) um gemeinsam die Southeastern Conference (SEC) zu bilden. 1953 verließen weitere sieben Schulen (Clemson, Duke, Maryland, North Carolina, North Carolina State, South Carolina und Wake Forest) die SoCon um die Atlantic Coast Conference (ACC) zu gründen.
Zu den weiteren ehemaligen Mitgliedern der Southern Conference gehören die East Carolina University (1964–1976), East Tennessee State University (1978–2005), George Washington University (1936–1970), Marshall University (1976–1997), University of Richmond (1936–1976), College of William and Mary (1936–1977) und West Virginia University (1950–1968).

## Sportarten
Die Southern Conference organisiert Wettkämpfe in 19 Sportarten, die Männer treten dabei in den Sportarten Baseball, Basketball, Crosslauf, College Football, Golf, Fußball, Tennis, Leichtathletik, Leichtathletik (Halle) und Ringen an. Für die Frauenmannschaften der Hochschulen bietet die SoCon Wettkämpfe in den Sportarten Basketball, Crosslauf, Golf, Fußball, Softball, Tennis, Leichtathletik, Leichtathletik (Halle) und Volleyball an.

## Mitglieder
Die Conference wuchs mit dem Eintritt Samfords am 1. Juli 2008 auf 12 Mitglieder an. Die Zahl der Mannschaften die im College Football konkurrieren stieg auf neun. Die Gruppe der Männermannschaften in den Sportarten Basketball und Volleyball wurden in Divisionen innerhalb der Conference aufgeteilt: Zur nördlichen Division gehören die Appalachian State, Chattanooga, Elon, Samford, UNC Greensboro und Western Carolina, in der südlichen Division spielen The Citadel, College of Charleston, Davidson, Furman, Georgia Southern und Wofford.
| Hochschule                                                  | Ort                          | Gründung | Schulart   | Studenten | Mitglied seit   | Spitzname               |
| ----------------------------------------------------------- | ---------------------------- | -------- | ---------- | --------- | --------------- | ----------------------- |
| University of Tennessee at Chattanooga (Chattanooga)        | Chattanooga (Tennessee)      | 1886     | Öffentlich | 11.388    | 1976            | Mocs                    |
| The Citadel                                                 | Charleston (South Carolina)  | 1842     | Öffentlich | 3.400     | 1936            | Bulldogs                |
| East Tennessee State University                             | Johnson City (Tennessee)     | 1911     | Öffentlich | 14.587    | 1978–2005; 2014 | Buccaneers              |
| Furman University                                           | Greenville (South Carolina)  | 1826     | Privat     | 2.688     | 1936            | Paladins                |
| Mercer University                                           | Macon (Georgia)              | 1833     | Privat     | 8.603     | 2014            | Bears                   |
| Samford University                                          | Homewood (Alabama)           | 1841     | Privat     | 4.440     | 2008            | Bulldogs                |
| University of North Carolina at Greensboro (UNC Greensboro) | Greensboro (North Carolina)  | 1891     | Öffentlich | 19.393    | 1997            | UNC Greensboro Spartans |
| Virginia Military Institute (VMI)                           | Lexington (Virginia)         | 1839     | Öffentlich | 1.717     | 1924–2003, 2014 | VMI Keydets             |
| Western Carolina University                                 | Cullowhee (North Carolina)   | 1889     | Öffentlich | 10.340    | 1976            | Catamounts              |
| Wofford College                                             | Spartanburg (South Carolina) | 1854     | Privat     | 1.613     | 1997            | Terriers                |

### Zukünftiges Mitglied
| Hochschule                | Ort                    | Gründung | Schulart   | Studenten | Mitglied ab | Spitzname     |
| ------------------------- | ---------------------- | -------- | ---------- | --------- | ----------- | ------------- |
| Tennessee Tech University | Cookeville (Tennessee) | 1915     | Öffentlich | 9.902     | 2026        | Golden Eagles |

### Assoziierte Mitglieder
| Universität                               | Ort                             | Teamname         | Gegründet | Trägerschaft | Studenten | Beigetreten | Sportart        | Main-Conference                          |
| ----------------------------------------- | ------------------------------- | ---------------- | --------- | ------------ | --------- | ----------- | --------------- | ---------------------------------------- |
| Appalachian State University              | Boone, North Carolina           | Mountaineers     | 1899      | staatlich    | 17.589    | 2013        | Ringen (Männer) | Sun Belt Conference                      |
| Bellarmine University                     | Louisville, Kentucky            | Knights          | 1950      | privat       | 3,846     | 2020        | Ringen (Männer) | Atlantic Sun Conference                  |
| Campbell University                       | Buies Creek, North Carolina     | Fighting Camels  | 1887      | privat       | 11.241    | 2011        | Ringen (Männer) | Coastal Athletic Association             |
| Davidson College                          | Davidson, North Carolina        | Wildcats         | 1837      | privat       | 1.850     | 2014        | Ringen (Männer) | Atlantic 10 Conference                   |
| Gardner–Webb University                   | Boiling Springs, North Carolina | Runnin’ Bulldogs | 1905      | privat       | 5.000     | 2011        | Ringen (Männer) | Big South Conference                     |
| Georgia Southern University               | Statesboro, Georgia             | Eagles           | 1906      | staatlich    | 20.517    | 2016        | Gewehrschießen  | Sun Belt Conference                      |
| University of North Georgia               | Dahlonega, Georgia              | Nighthawks       | 1873      | staatlich    | 16.064    | 2016        | Gewehrschießen  | Peach Belt Conference (NCAA Division II) |
| Presbyterian College                      | Clinton, South Carolina         | Blue Hose        | 1880      | privat       | 1.403     | 2019        | Ringen (Männer) | Big South Conference                     |
| University of Alabama at Birmingham (UAB) | Birmingham, Alabama             | Blazers          | 1969      | staatlich    | 18.568    | 2016        | Gewehrschießen  | American Athletic Conference             |

### Zukünftige Assoziierte Mitglieder
| Universität        | Ort            | Teamname | gegründet | Trägerschaft | Studenten | Sportart         | in SoCon ab | Main-Conference |
| ------------------ | -------------- | -------- | --------- | ------------ | --------- | ---------------- | ----------- | --------------- |
| Liberty University | Lynchburg (VA) | Flames   | 1971      | privat       | 16.0001   | Fußball (Männer) | 2026        | Conference USA  |

1 Ungefähre Einschreibung auf dem Campus. Einschließlich Online-Studenten meldet Liberty eine Einschreibung von über 120.000.

### Ehemalige Mitglieder
| Hochschule                                          | Ort                             | Beitritt   | Austritt   | Aktuelle Liga | Spitzname                  |
| --------------------------------------------------- | ------------------------------- | ---------- | ---------- | ------------- | -------------------------- |
| University of Alabama                               | Tuscaloosa, (Alabama)           | 1921       | 1932       | SEC           | Crimson Tide               |
| Appalachian State University                        | Boone (North Carolina)          | 1971       | 2014       | Sun Belt      | Mountaineers               |
| Auburn University                                   | Auburn (Alabama)                | 1921       | 1932       | SEC           | Auburn Tigers              |
| College of Charleston (Charleston)                  | Charleston (South Carolina)     | 1998       | 2013       | CAA           | Cougars                    |
| Clemson University                                  | Clemson (South Carolina)        | 1921       | 1953       | ACC           | Tigers                     |
| Davidson College                                    | Davidson (North Carolina)       | 1936, 1992 | 1988, 2014 | Atlantic 10   | Wildcats                   |
| Duke University                                     | Durham (North Carolina)         | 1928       | 1953       | ACC           | Blue Devils                |
| East Carolina University                            | Greenville (North Carolina)     | 1964       | 1976       | The American  | Pirates                    |
| Elon University                                     | Elon (North Carolina)           | 2003       | 2014       | CAA           | Phoenix                    |
| University of Florida                               | Gainesville (Florida)           | 1922       | 1932       | SEC           | Gators                     |
| George Washington University                        | Washington, D.C.                | 1936       | 1970       | Atlantic 10   | Colonials                  |
| University of Georgia                               | Athens (Georgia)                | 1921       | 1932       | SEC           | Georgia Bulldogs           |
| Georgia Institute of Technology                     | Atlanta (Georgia)               | 1921       | 1932       | ACC           | Yellow Jackets             |
| Georgia Southern University                         | Statesboro (Georgia)            | 1992       | 2014       | Sun Belt      | Eagles                     |
| University of Kentucky                              | Lexington (Kentucky)            | 1921       | 1932       | SEC           | Kentucky Wildcats          |
| Louisiana State University                          | Baton Rouge (Louisiana)         | 1922       | 1932       | SEC           | LSU Tigers                 |
| Marshall University                                 | Huntington (West Virginia)      | 1976       | 1997       | C-USA         | Thundering Herd            |
| University of Maryland                              | College Park (Maryland)         | 1923       | 1953       | Big Ten       | Maryland Terrapins         |
| University of Mississippi                           | Oxford (Mississippi)            | 1922       | 1932       | SEC           | Ole Miss Rebels            |
| Mississippi State University                        | Starkville (Mississippi)        | 1921       | 1932       | SEC           | Mississippi State Bulldogs |
| University of North Carolina at Chapel Hill         | Chapel Hill (North Carolina)    | 1921       | 1953       | ACC           | North Carolina Tar Heels   |
| North Carolina State University                     | Raleigh (North Carolina)        | 1921       | 1953       | ACC           | NC State Wolfpack          |
| University of Richmond                              | Richmond (Virginia)             | 1936       | 1976       | Atlantic 10   | Richmond Spiders           |
| University of the South                             | Sewanee (Tennessee)             | 1923       | 1932       | SAA           | Sewanee Tigers             |
| University of South Carolina                        | Columbia (South Carolina)       | 1922       | 1953       | SEC           | Gamecocks                  |
| University of Tennessee                             | Knoxville (Tennessee)           | 1921       | 1932       | SEC           | Volunteers                 |
| Tulane University                                   | New Orleans (Louisiana)         | 1922       | 1932       | The American  | Green Wave                 |
| Vanderbilt University                               | Nashville (Tennessee)           | 1922       | 1932       | SEC           | Commodores                 |
| University of Virginia                              | Charlottesville (Virginia)      | 1921       | 1937       | ACC           | Cavaliers                  |
| Virginia Polytechnic Institute and State University | Blacksburg (Virginia)           | 1921       | 1965       | ACC           | Virginia Tech Hokies       |
| Wake Forest University                              | Winston-Salem, (North Carolina) | 1936       | 1953       | ACC           | Demon Deacons              |
| Washington and Lee University                       | Lexington, Virginia             | 1921       | 1958       | ODAC          | Generals                   |
| West Virginia University                            | Morgantown (West Virginia)      | 1950       | 1968       | Big 12        | West Virginia Mountaineers |
| The College of William & Mary                       | Williamsburg (Virginia)         | 1936       | 1977       | CAA           | William & Mary Tribe       |

## Sportanlagen
| Hochschule           | Footballstadion               | Footballstadion | Basketballhalle                               | Basketballhalle | Baseballfeld             | Baseballfeld | Fußballstadion                  | Fußballstadion |
| Hochschule           | Name                          | Plätze          | Name                                          | Platze          | Name                     | Plätze       | Name                            | Plätze         |
| -------------------- | ----------------------------- | --------------- | --------------------------------------------- | --------------- | ------------------------ | ------------ | ------------------------------- | -------------- |
| Chattanooga          | Finley Stadium                | 20.668          | McKenzie Arena                                | 10.928          | Jim Frost Stadium        | 3.000        | Finley Stadium                  | 20.668         |
| The Citadel          | Johnson Hagood Stadium        | 11.500          | McAlister Field House                         | 6.000           | Joseph P. Riley Jr. Park | 6.000        | Washington Light Infantry Field | ?              |
| East Tennessee State | William B. Greene Jr. Stadium | 7.694           | Freedom Hall Civic Center                     | 8.500           | Thomas Stadium           | 1.200        | Summers–Taylor Stadium          | 2.000          |
| Furman               | Paladin Stadium               | 16.000          | Timmons Arena                                 | 5.000           | Latham Baseball Stadium  | 2.000        | Stone Stadium                   | 3.000          |
| Mercer               | Moye Complex                  | 10.200          | Hawkins Arena                                 | 3.500           | Claude Smith Field       | 500          | Bear Field                      | 300            |
| Samford              | Seibert Stadium               | 6.700           | Pete Hanna Center                             | 4.974           | Griffin Stadium          | 1.000        | Samford Track & Soccer Complex  | 1.200          |
| UNC Greensboro       | Kein Footballteam             | N/A             | Greensboro Coliseum (M) Fleming Gymnasium (F) | 7.617 2.320     | UNCG Baseball Stadium    | 3.500        | UNCG Soccer Stadium             | 3.540          |
| VMI                  | Alumni Memorial Field         | 10.000          | Cameron Hall                                  | 5.020           | Gray–Minor Stadium       | 1.400        | Patchin Field                   | 1.000          |
| Western Carolina     | Bob Waters Field              | 13.742          | Ramsey Center                                 | 7.826           | Hennon Stadium           | 1.500        | Catamount Athletic Complex      | 1.000          |
| Wofford              | Gibbs Stadium                 | 13.000          | Jerry Richardson Indoor Stadium               | 3.300           | Russell C. King Field    | 2.500        | Snyder Field                    | 2.250          |